# Белоклювый дятел
Белоклювый дятел, или белоклю́вый короле́вский дя́тел (лат. Campephilus principalis) — вид птиц, один из самых крупных представителей семейства дятловых, относящийся к роду королевских дятлов. Официально числится видом, которому угрожает опасность вымирания; однако с конца XX века большинство орнитологов рассматривают его как полностью вымершего. Тем не менее, в апреле 2005 года появились сообщения, что в 2004—2005 гг. сначала случайный наблюдатель, а затем и сотрудники лаборатории орнитологии Корнеллского университета наблюдали и даже записали на видео, как минимум, одного самца в лесистой местности в американском штате Арканзас, хотя видео было недостаточно чётким. До этого момента последние достоверные сведения о наблюдении этих птиц в США относились к 1944 году, а обитающий на Кубе подвид последний раз видели в 1986 году. В настоящее время учёными ведутся активные поиски этих птиц, для чего привлекаются даже специальные роботы-наблюдатели.

## Описание

### Внешний вид

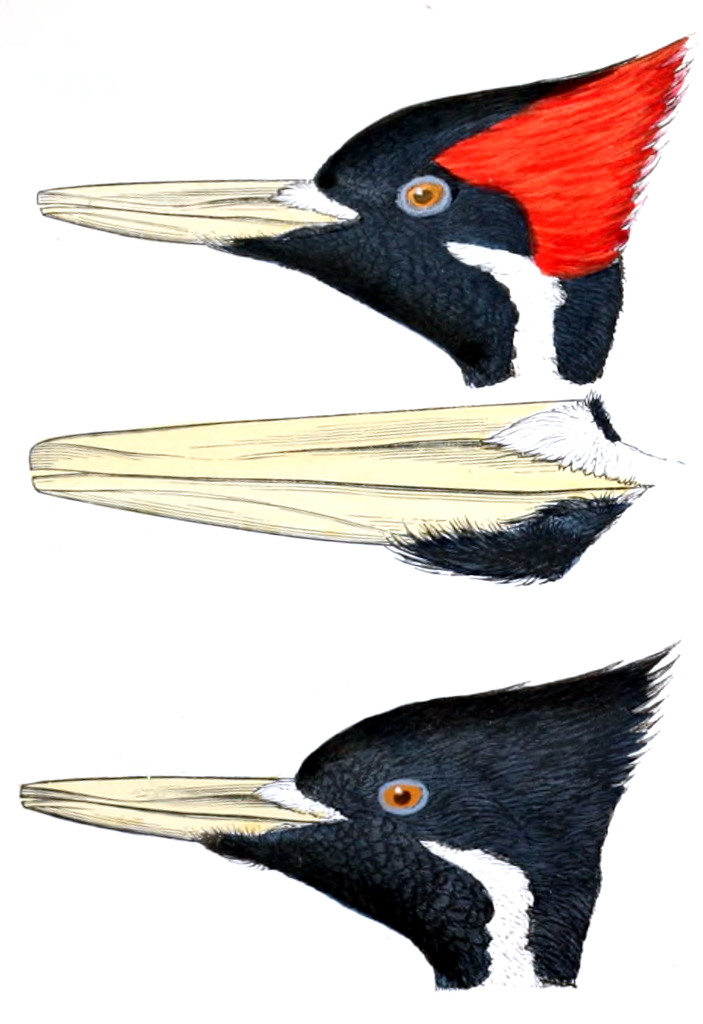
Рисунок головы самца (вверху и посередине) и самки (внизу)

Третий по величине вид дятловых после близкого ему мексиканского императорского дятла (Campephilus imperialis) и большого мюллерова дятла (Mulleripicus pulverulentus) из Юго-Восточной Азии. Длина птицы составляет 48—53 см, размах крыльев 76—80 см, а масса 450—570 г. Оперение большей части тела блестяще-чёрное в одних местах или контрастно белое в других. Белый цвет выражен двумя широкими белыми полосами по бокам от середины щёк до середины спины, где они смыкаются, нижней частью спины и крыльев, за исключением внешнего края трёх наружных маховых перьев первого порядка и плечевых перьев. На затылке имеется острый хохол, который у самцов выглядит ярко-красным с чёрной каёмкой сверху, а у самок чёрным. Радужная оболочка глаз белого или кремового цвета. Клюв широкий в основании, долотообразный, слегка изогнутый на вершине, окрашен в цвет слоновой кости. Над ноздрями развиты пучки белых перьев. Ноги тёмные, свинцово-серого цвета. Шея достаточно тонкая и длинная, из-за чего голова с большим хохолком выглядит непропорционально большой. За исключением разного цвета хохолка, самец и самка выглядят одинаково. Молодые птицы похожи на взрослых особей, однако хохолок у них заметно короче, чёрное оперение имеет более бурый оттенок, а радужная оболочка глаз каряя.

### Поведение
Характер полёта несколько отличается от многих других представителей семейства: в то время, когда у других видов он волнообразный, у белоклювого дятла он более мощный и прямолинейный. Во время путешествия они не перепрыгивают с ветки на ветку, а летят над верхушками деревьев. Издаёт громкие носовые звуки, похожие на трубные, что-то вроде «кент-кент-кент», который хорошо слышен на большом расстоянии. Кроме того, он известен уникальным двойным перестуком, которым он долбит дерево. Учёные полагают, что таким образом дятлы предупреждают о своём присутствии.

### Отличия от близких видов
На территории Северной Америки внешнее сходство и близкие размеры с белоклювым дятлом имеют ещё два вида дятловых: такой же редкий (если не вымерший) императорский дятел и хохлатая желна (Dryocopus pileatus). У хохлатой желны клюв несколько короче и более тёмный; по бокам головы, начиная от основания надклювья, имеются поперечные белые полосы, а также белые полосы над глазами. Нижняя часть спины желны полностью чёрная, а хохолок полностью красный, без чёрной каёмки. Императорский дятел крупнее белоклювого и имеет более длинный и тонкий хохолок. Продольные белые полосы, так хорошо заметные у белоклювого дятла, у императорского отсутствуют.

## Распространение
Ранее обитал в юго-восточной части США, вдоль северного побережья Мексиканского залива, и на Кубе. Северная граница ареала проходила через долины рек Миссисипи и Миссури, а также Северную Каролину. Согласно записям второй половины XIX века известного немецкого натуралиста Альфреда Брема, на территории США встречался в Северной и Южной Каролине, Джорджии, на севере Флориды, Алабаме, Луизиане и Миссисипи, на востоке Техаса и в Арканзасе. Местами обитания служили заболоченные широколиственные либо сосновые леса с большим количеством погибших и трухлявых деревьев, где дятлы вели оседлый образ жизни. Некоторые орнитологи предполагают, что дятлы кочевали в поисках корма и места для жилья. Держались в глубине леса, выбирая самые глухие его участки, особенно в гнездовой период. Массовая вырубка лесов и окультуривание ландшафта стали основными причинами исчезновения данного вида.

## Размножение

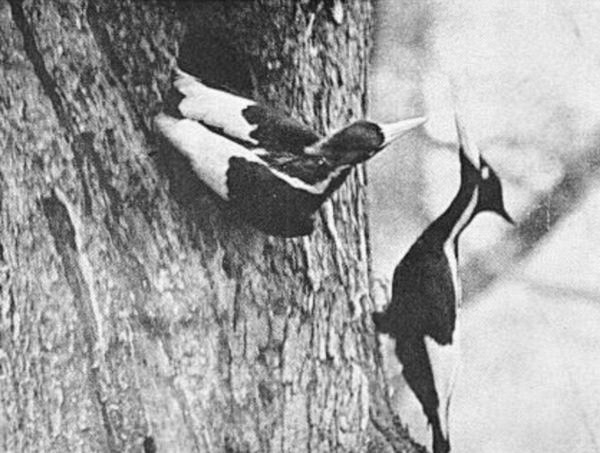
Самец и самка возле гнезда в Миссисипи. Снимок Сингера Тракта 1935 года

Моногамны (то есть на одного самца приходится только одна самка). Полагают, что пары сохраняются в течение всей жизни и повсюду держатся вместе. Исследователь Корнеллского университета Джеймс Таннер (англ. James T. Tanner), изучавший этих птиц в 1930-е годы, указал, что территория гнездовья составляет порядка 6 миль², то есть около 10 км². Спаривание происходит один раз в год, в январе-мае. Для гнезда выбирается мёртвое или гниющее дерево, в котором на высоте 8-15 м от земли выдалбливается дупло. Кладка состоит из 1-5 (в среднем 3) белых яиц, в насиживании участвуют оба родителя. Птенцы вылупляются голыми и беспомощными; за ними ухаживают и кормят как самец, так и самка; причём в ночное время ответственность за птенцов берёт на себя самец. Птенцы остаются в гнезде в течение примерно 5 недель, но ещё в течение года и даже дольше зависят от родителей.

## Питание
Питается большей частью личинками крупных насекомых-ксилофагов: усачей, златок, короедов, щелкунов, древоедов. В меньшей степени употребляет в пищу сочные плоды растений, ягоды и орехи. По наблюдениям Джона Одюбона, которые приводит в своей энциклопедии Брем, дятлы подвешивались к виноградным лозам подобно синицам. В поисках корма он долбит мёртвые или почти мёртвые, но ещё стоящие вертикально, деревья. Имея очень большой, по сравнению с другими дятлами, клюв, способен одним ударом отрывать куски коры длиной 15—18 см, и за короткий промежуток времени зачистить значительный участок.

## Птица и человек

### Экологические проблемы

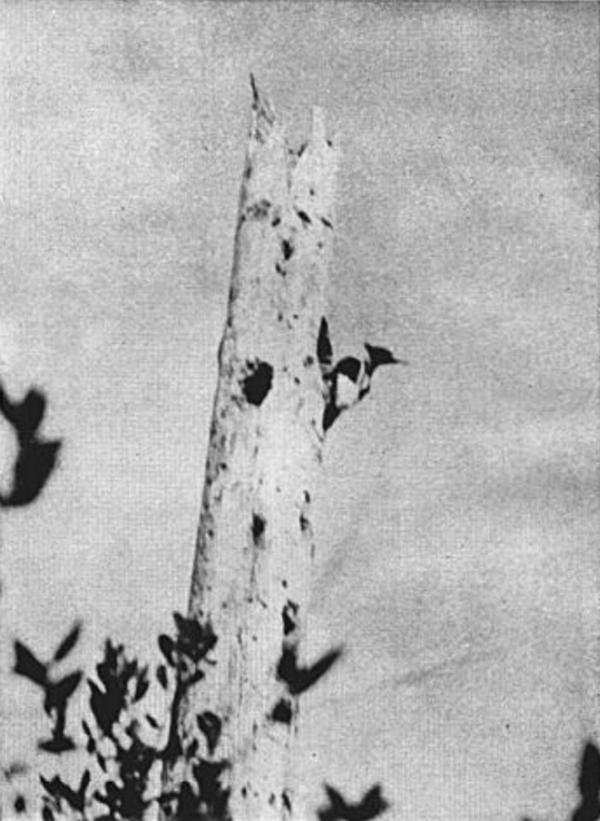
Фотография 1948 года на Кубе. Снимок Джона Денниса

Условия обитания белоклювого дятла по-своему уникальны, и их утрата вследствие человеческой деятельности явилась главной причиной сначала резкого падения численности, а затем и исчезновения этого вида. В начале заселения Америки европейцами на юго-востоке США существовали огромные заболоченные пространства, заполненные девственным лесом. Вследствие большой влажности старые деревья подгнивали, и служили хорошим местом для распространения различных древесных насекомых. В этих условиях и обитал дятел, находя здесь для себя лучшее место для прокорма и устройства гнёзд. После окончания Гражданской войны во второй половине XIX века территории стали активно заселяться и облагораживаться, и в результате чего площади, пригодные для проживания этих птиц, многократно уменьшились, а во многих местах и вовсе полностью исчезли. Например, в Арканзасе из 8 млн акров низинного леса, состоящего из твёрдых пород деревьев, на сегодняшний день сохранилось только 550 тыс., что составляет менее 10 % от первоначального.
Кроме изменения ландшафта, исчезновению дятла способствовало и их массовое истребление ради красивых перьев, индейских воинских украшений либо чучел. Многие источники, и в частности Альфред Брем, указывают на то, что индейцы издавна охотились на этих птиц, использовали их клювы в качестве украшений и даже торговали этим товаром по всей Северной Америке. Древние находки черепов этих птиц далеко за пределами их природного ареала доказывают, что такая торговля велась ещё задолго до появления европейцев. Кроме того, путешественники скупали головы птиц ради сувениров на память. В результате неблагоприятных условий дятлы в США уже к 1880-м годам стали редкой птицей, а в 1920-е годы и вовсе исчезли. Последний раз одинокую самку случайно увидели в 1944 году, хотя на Кубе, где обитал ещё один подвид этой птицы, имелись отдельные сообщения о наблюдениях вплоть до 1986 года.

### Поиски дятла
Усилия по нахождению белоклювого дятла в XX веке предпринимались неоднократно. Последняя достоверная фотография этих птиц была сделана в 1948 году на Кубе, когда Джон Деннис (John V. Dennis) и Дэвис Кромптон (Davis Crompton) нашли этих птиц гнездящимися в дупле мёртвой сосны в месте, далёком от описаний предыдущих исследователей. В дальнейшем имелись лишь отдельные сообщения о наблюдении этих птиц, но ни одно из них не было подтверждено документально. В 1994 году Международный союз охраны природы признал птицу вымершей, однако после нескольких заслуживающих доверия утверждений о её наблюдении на юге США было принято решение повысить статус до критического.
С новой силой поиски возобновились после того, как в 1999 году студент-зоолог Дэйвид Куливан (David Kulivan) сообщил, что видел пару дятлов в долине реки Перл в юго-восточной Луизиане. Университет штата Луизиана зимой 2002 года организовал поисковую экспедицию в указанное место, однако визуальных доказательств добыть не смог. Участники экспедиции всё же записали характерный для данного дятла стук, который позднее был идентифицирован как отдалённый звук оружейной стрельбы.
Ещё больший резонанс получило сообщение 2004 года. Американец Джин Спарлинг (Gene Sparling), путешествующий на байдарке в заболоченных лесах Арканзаса (территория заказника Cache River National Wildlife Refuge, округ Монро), увидел необычную птицу, о чём сообщил в журнал Корнеллского университета. Весной была организована экспедиция под началом директора орнитологической лаборатории этого университета Джона Фицпатрика (John Fitzpatrick). Согласно отчёту, который был опубликован в журнале Science, участникам экспедиции после долгих поисков всё же удалось разыскать и снять на видео одинокого самца. Хотя качество съёмки, датированной 25 апреля 2004 года, оказалось невысоким, в результате споров учёные пришли к выводу, что заснятая птица действительно является белоклювым дятлом. Об этом свидетельствовали, в частности, общие размеры, характерный рисунок крыла у летящей и отдыхающей птицы, и белый участок оперения на спине.
После появления статьи федеральное правительство выделило дополнительные средства на поиски птицы, однако каких-либо новых визуальных материалов представлено не было, несмотря на многочисленные экспедиции и расставленные фотоловушки. Наиболее резонансной публикацией после второй половины 2000-х годов стала статья в журнале Avian Conservation and Ecology, написанная сотрудниками Обернского (Алабама) и Виндзорского (Онтарио) университетов. Руководители сводной группы исследователей орнитологи Джеффри Хилл (Geoffrey E. Hill) и Дэниел Менилл (Daniel Mennill) сообщили, что не менее 14 раз наблюдали дятлов на кипарисовых болотах на северо-западе Флориды. Учёные также записали около 300 звуковых файлов, которые могут быть ассоциированы с этой птицей. Орнитологическое общество Флориды (Florida Ornithological Society) не подтвердило выводы учёных, поскольку они не представили биологические, фото- или видеоматериалы, явно свидетельствующие в пользу существования дятла на территории штата.
В сентябре 2021 года Служба охраны рыбных ресурсов и диких животных США признала птицу вымершей. Однако весной 2022 года орнитологи сообщили, что наблюдали эту птицу  в штате Луизиана.